# Пелес (приток Чёрной)
Пелес — река в Пермском крае России, протекает в западной части Гайнского района. Является правым притоком реки Чёрная. Длина реки составляет 27 км.

## Гидрография
Берёт начало в болотистой местности вблизи границы Гайнского района с Койгородским районом Республики Коми, на высоте ≈219 м над уровнем моря, в 10 км юго-западнее посёлка Пелес. От истока течёт 2,5 км на восток, затем ≈8 км на северо-восток, немного севернее посёлка Пелес поворачивает на северо-запад, и спустя ≈7 км, недалеко от устья, меняет направление на север. Впадает в Чёрную, примерно в 8 км западнее посёлка Чернореченский, на высоте 171 м над уровнем моря, в 122 км от устья.

### Притоки
В Пелес впадает 5 притоков (длиной от ≈1,5 км до ≈5,5 км).

## Данные водного реестра
По данным государственного водного реестра России относится к Камскому бассейновому округу, водохозяйственный участок реки — Кама от истока до водомерного поста у села Бондюг, речной подбассейн реки — бассейны притоков Камы до впадения Белой. Речной бассейн реки — Кама.
Код объекта в государственном водном реестре — 10010100112111100001617.